# 梶田夕貴
梶田 夕貴（かじた ゆうき、10月21日 - ）は、日本の女優、声優。愛知県出身。　　　

## 経歴
- 2003年1月よりモアナ・ファクトリー（現：RME）[1]に所属していたが2度の事務所の名称変更を経て、現在はフリーランス。
- 舞台プロデュース団体「SHAFT」に役者、制作で参加している。
- 京王電鉄主催の第3回京王×高尾山フォトコンテストにおいて京王賞（スナップ部門）を受賞した[2][3]。
- 2012年3月、ドクターストップにより休業していることを明かした[4]。その後同年5月より活動再開[5]。

## 出演
太字はメインキャラクター。

### テレビアニメ
2001年
- フルーツバスケット（ユキ1号、男の子、園宮里奈、掃除のオバチャン①、親戚③）

2002年
- あたしンち（2002年 - 2009年、梶井）
- 電光超特急ヒカリアン（市ヶ谷ソノカ、コンパニオン、女子高生A、女性、おばあちゃん、おばあさん）

2004年
- 月は東に日は西に 〜Operation Sanctuary〜（渋垣茉理）

2010年
- 真・恋姫†無双 〜乙女大乱〜（シャム）

2011年
- 真剣で私に恋しなさい!!（板垣天使）

2015年
- 新あたしンち（2015年 - 2016年、梶井）

### OVA
2006年
- _summer（海老塚信乃）

2011年
- 真・恋姫†無双 †はにゃDVD第七巻はOVAすぺしゃるなのだ†（シャム）

### ゲーム
2001年
- 喫茶店はじめちゃいました（河井舞、青木つぼみ）
- ディジタル・ホームズ（アイリーン・ハドソン）
- Piaキャロットへようこそ!!3（神塚 ユキ）

2003年
- 月は東に日は西に 〜Operation Sanctuary〜（渋垣茉理） ※PS2版、DC版

2004年
- ミステリート 〜八十神かおるの事件ファイル〜（舞ノ小路水陰） ※PS2版

2008年
- ゾディアック（襟裳燈花）

2009年
- 真剣で私に恋しなさい!!R（板垣天使）

2010年
- 三極姫〜三国乱世・覇天の采配〜（袁紹本初、袁術公路）
- ZODIAC－ゾディアック－（襟裳燈花） ※PSP版

2011年
- 出撃!! 乙女たちの戦場2〜天翔ける衝撃の絆〜（アリス、リリア）
- ラグナロク 〜光と闇の皇女〜（主人公）

### ラジオ
- 梶田夕貴と立川こしらのトーク番長（2004年1月11日 - 12月24日）
- オーガスト放送局 はにはにラジオ（2004年11月12日 - 2006年4月14日）
- 立川こしらと梶田夕貴の金曜マッカーサー（2005年3月4日 - 2006年2月24日）
- SHAFTラヂヲ まぁ お茶でも・・・（2007年7月13日 - 2009年5月31日）
- G線上の魔王PRESENTS ハルと栄一のハル★イチBANG×2（2008年11月7日 - 2009年5月8日）
- SHAFTラヂヲ まぁ お茶でも・・・改（2009年6月27日 - 2013年4月1日）

### CD
- _summerドラマCD プロローグ編（海老塚信乃）
- G線上の魔王 サウンドドラマ-償いの章- 第一巻（相沢栄一）
- はにはにラジオ
- はにはにラジオ Vol.2
- はにはにラジオ Vol.3
- はにはにラジオ Vol.4
- はにはにラジオ Vol.5
- はにはにラジオ Vol.6
- はにはにラジオ すぺしゃる
- 月は東に日は西に　ドラマCDシリーズ（渋垣茉理） 
  - ドラマCD from TV animation 月は東に日は西に 第1巻
  - ドラマCD from TV animation 月は東に日は西に 第2巻
  - ドラマCD from TV animation 月は東に日は西に 第3巻

### 舞台
- 野良猫ラブソディー（紙袋のチビ）
- 翼をもがれた天使たち（ノイ）
- 四十四年後の証明（コハク）
- 消えたあの日たち（道子）
- 夢を見られた男（奈美）
- この子はいらない（末松）
- RATS（プリッツ）
- クリスマスキャロル（三太）
- 右手左手（山田よしみ）
- 雷神降臨〜裏京都あやかし御伽草子〜（座敷童子）
- 蒼龍招来〜桜蘭館怪盗奇譚〜（桐竜桜子）
- 仙神奇祭 -オワタリ祭異聞-
- 夕焼けのカナタ*アカツキの手前（都築亜矢）
- 九龍迷廊 -kowloon maze-（アイリーン・リー）
- 白南風の空 夢の伽詩（泉）
- かるてと -二兎追うものは-
- ARK
- 夕焼けのカナタ*アカツキの手前－2009邂逅－（三崎千里）

### その他
- Seirios 00
- Seirios 01 セイリオス ゼロワン(Rita×SHAFT)
- Seirios 02 セイリオス デュプレクス(Rita×SHAFT)
- 声優イベント「天使と悪魔と・・・♪」公式サイト音声ファイル「キューピッド＆黒ネコ写真撮影」